# Hill City (Kansas)
Hill City város az Amerikai Egyesült Államok Kansas államában, Graham megyében, melynek megyeszékhelye. Lakosainak száma 1403 fő (2020. április 1.).

## Népesség
A település népességének változása:

| 2010 | 1 474 |
| 2020 | 1 403 |